# Текутьевское кладбище
Теку́тьевское кла́дбище — историческое кладбище в центре города Тюмени (Ленинский административный округ). Действовало в 1885—1962 годах, сейчас является объектом культурного наследия. Место захоронения ряда известных лиц.

## История

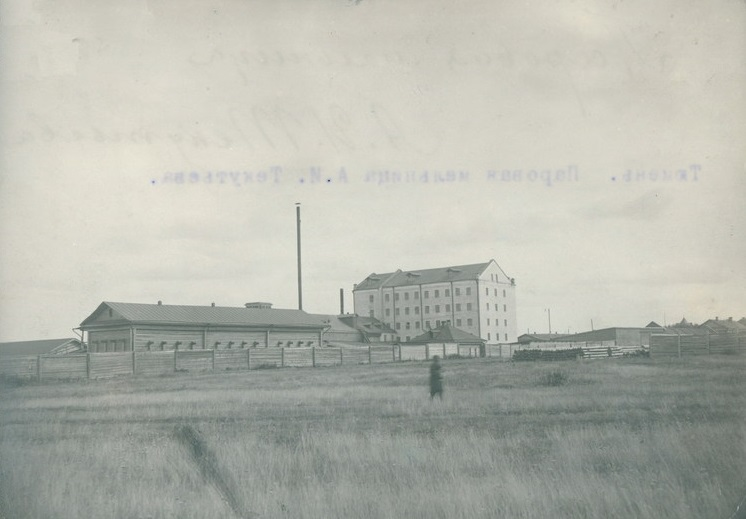
Мельница А. И. Текутьева, в честь которой названо кладбище

Открыто решениями Тюменской городской Думы от 6 (18) июня и 18 (30) июля 1885 года на землях крестьян деревни Букиной Богандинской волости. На кладбище стали хоронить прихожан Благовещенской, Знаменской, Ильинской, Михаило-Архангельской, Спасской и Успенской церквей. Носило названия:
- с момента основания — Новое кладбище;
- начало XX века — Кладбище, возле мельницы Текутьева;
- 1930-е годы — Так называемое «Текутьевское кладбище»;
- с 1940-х годов — Текутьевское кладбище[2].

Появление современного названия объясняется тем, что напротив, на месте офиса «Сибнефтепровода», находилась возведённая в 1893 году 5-этажная мукомольная паровая мельница купца А. И. Текутьева.
Первоначальная площадь кладбища составляла 10 га. Уже в 1913 году взятый в аренду у сообщества крестьян деревни Букиной под нужды кладбища земельный участок оказался целиком заполнен, переговоры с крестьянами о расширении участка заняли 2 года. В итоге участок расширился до 18 га.
В 1922 году городской коммунальный отдел передал кладбище в содержание частному лицу. Город платил ему за похороны по таксе: в братские могилы без использования гробов — за взрослого 1 руб. 25 коп, за подростка — 1 руб., за ребёнка — 50 копеек; в братские могилы с использованием гробов — в два раза дороже. Величина оплаты определялась в золоте, но расчёт производился государственными денежными знаками по курсу, публикуемому ежемесячно правительством.
Во время Великой Отечественной войны на южной окраине кладбища хоронили советских бойцов, умерших от ран в госпиталях Тюмени. Тогда же на кладбище хоронили пленных немцев: это были солдаты 6-й армии, попавшие в плен в результате Сталинградской битвы. В 1955 году останки советских воинов перенесли в одну братскую могилу, на ней поставили памятник по проекту В. С. Бешкильцева.
В 1960 году в связи со смещением центра города кладбище уменьшили до 11,2 га, в апреле 1962 года захоронение умерших было прекращено. В 1986 году в ходе мероприятий, посвящённых празднованию 400-летия Тюмени, границу кладбища отодвинули на 50 м от улицы Республики — так возник Текутьевский бульвар, а в южной части обустроили Площадь Памяти. Под бульваром оказалась в том числе могила известного архитектора К. П. Чакина. В итоге территория кладбища уменьшилась до 5 га.
Постановлением администрации г. Тюмени от 31 марта 1994 года № 12 кладбище принято под охрану как памятник истории местного значения, в 2005 году категория изменена на выявленный объект культурного наследия в статусе «исторический некрополь». Вместе с тем кладбище приходило в запустение, в 1990-е годы сгорел его архив. В 2009—2010 годах муниципальное учреждение «Некрополь» провело работы по очистке кладбища, обозначился план объекта, аллеи, прямоугольные сектора, тропинки, проявились ряды захоронений, была проведена опись захоронений, на памятниках установлены металлические таблички с номерами захоронений, были обнаружены памятники, ушедшие в землю. Однако начиная с 2010 года активность работ по благоустройству некрополя снизилась. В 2009 и 2012 годах некрополь переживал пожары.

## Описание
Текутьевское кладбище расположено в центре Тюмени, по адресу улица Республики, 96. Оно занимает 5 га в прямоугольнике, который ограничен:
- с северной-западной стороны — Научно-аналитическим центром рационального недропользования им. В. И. Шпильмана, школой № 5, Сквером Юннатов и улицей Холодильной;
- с северо-восточной стороны — Текутьевским бульваром и улицей Республики;
- с юго-восточной стороны — Дворцом бракосочетания, Площадью Памяти, Яблоневой рощей, Западно-Сибирским инновационным центром и улицей Мельникайте;
- с юго-западной стороны — улицей Таймырской.

Обслуживанием объекта занимается муниципальное автономное учреждение «Некрополь». На кладбище около 12 000 захоронений, пока удалось обнаружить примерно 1 200 могил. Поисковые работы по обнаружению захоронений выполняет отряд «Гранит» из тюменской школы № 6. В середине кладбища с юго-восточной стороны находится еврейский сектор в 25 надгробий, около Западно-Сибирского инновационного центра — мусульманский сектор.
На территории сохранились старые деревья более чем векового возраста: тополя и берёзы — до 110 лет, сосны — до 120 лет, ели — до 130 лет. Они представляют собой ценный объект для изучения истории климата города в XX веке. С 2005 года кладбище носит статус выявленного объекта культурного наследия, однако его благоустройство пока оставляет желать лучшего. В 2012 году прокуратура вносила по данному поводу представление в администрацию Тюмени.

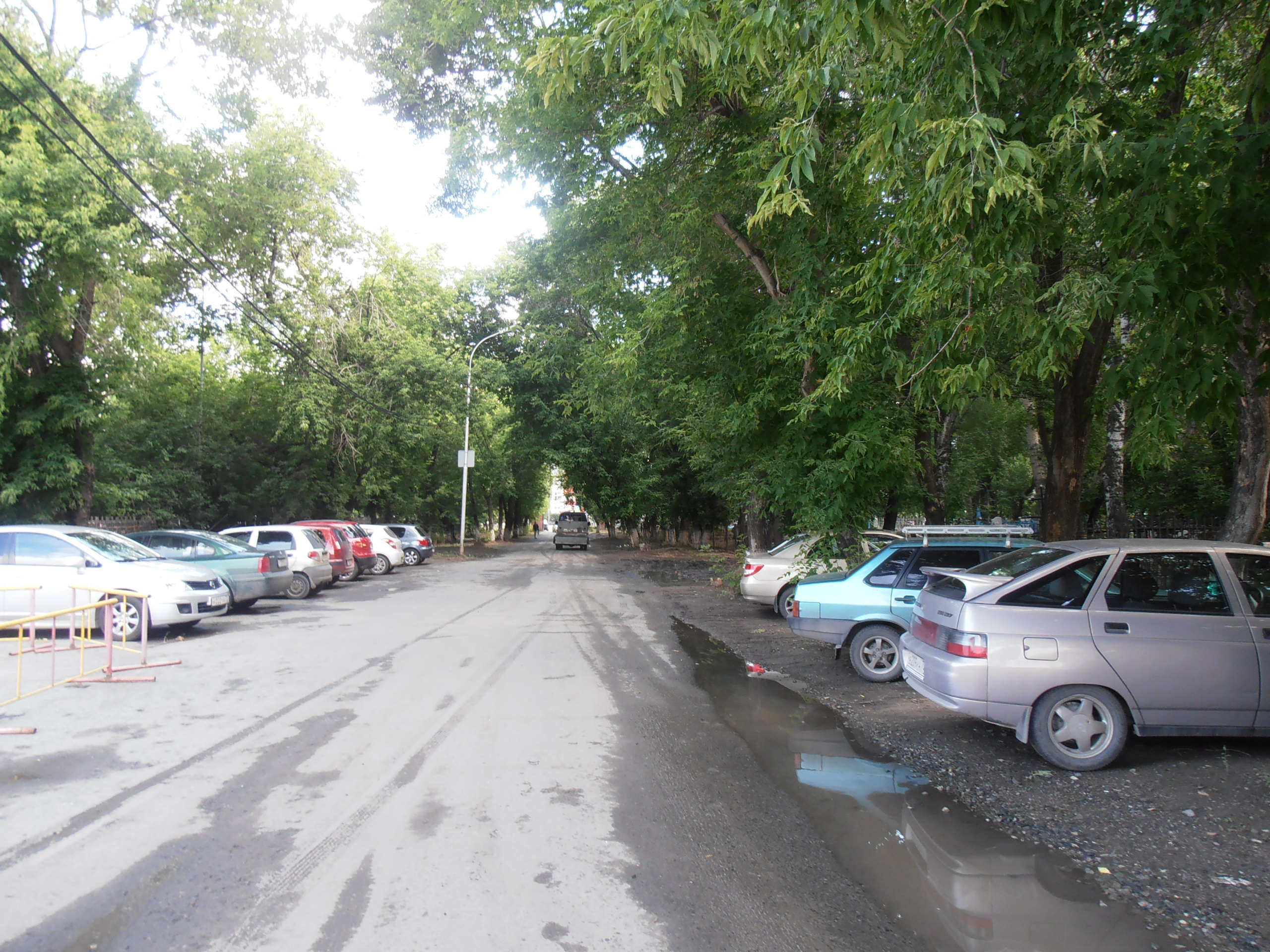
Центральная аллея
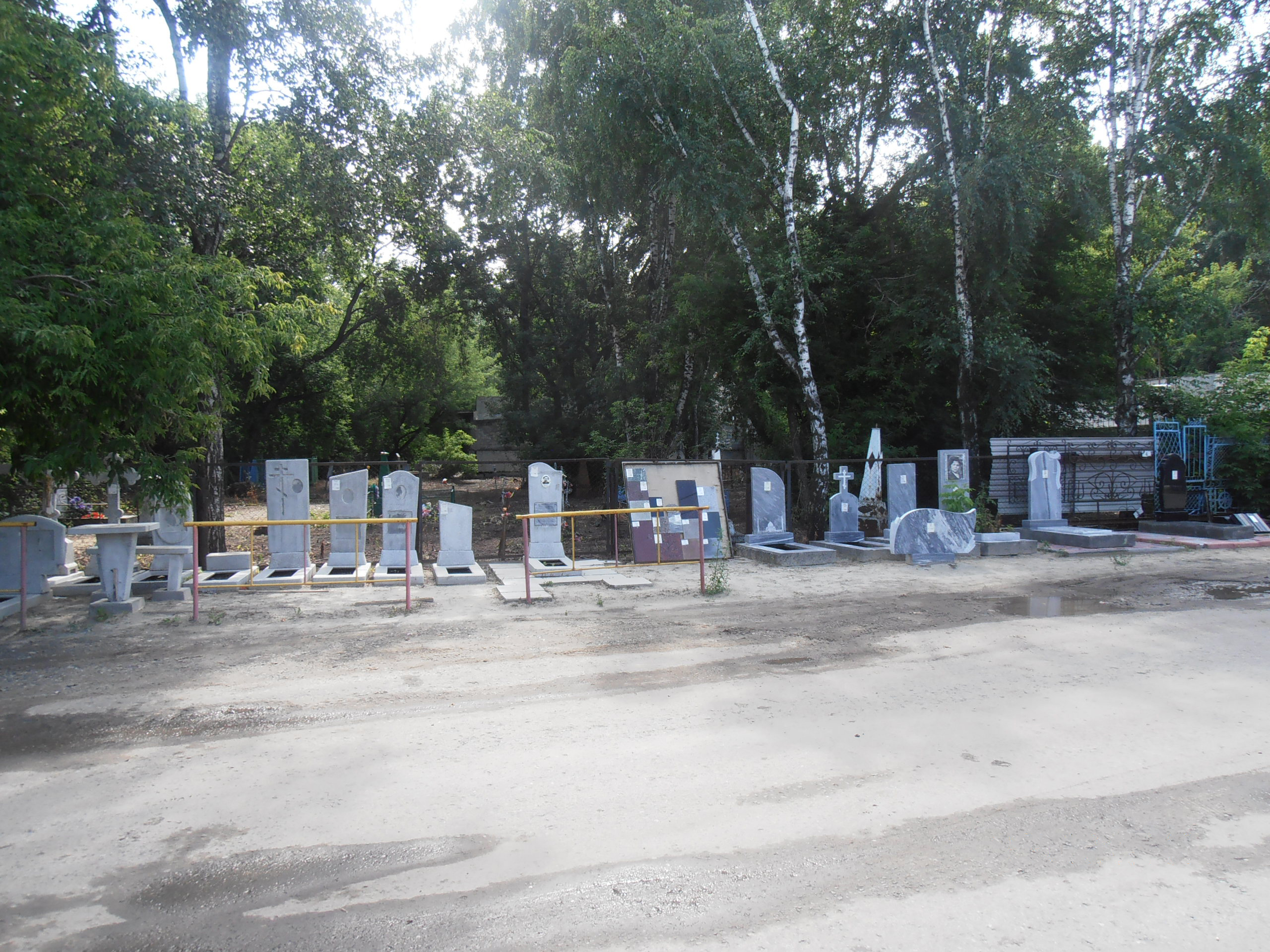
Общий вид захоронений
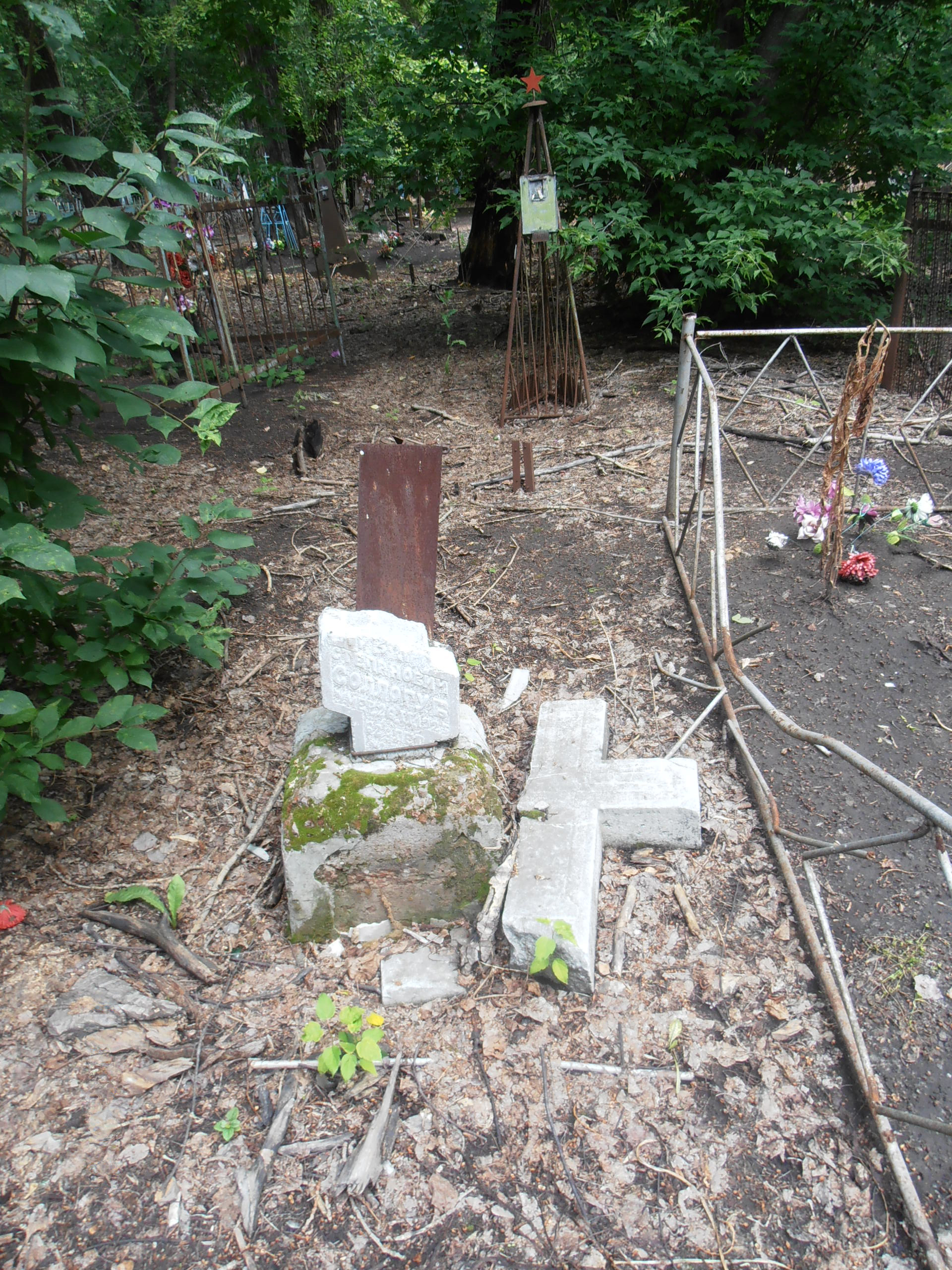
Разбитый крест на могиле И. С. Соллогуба
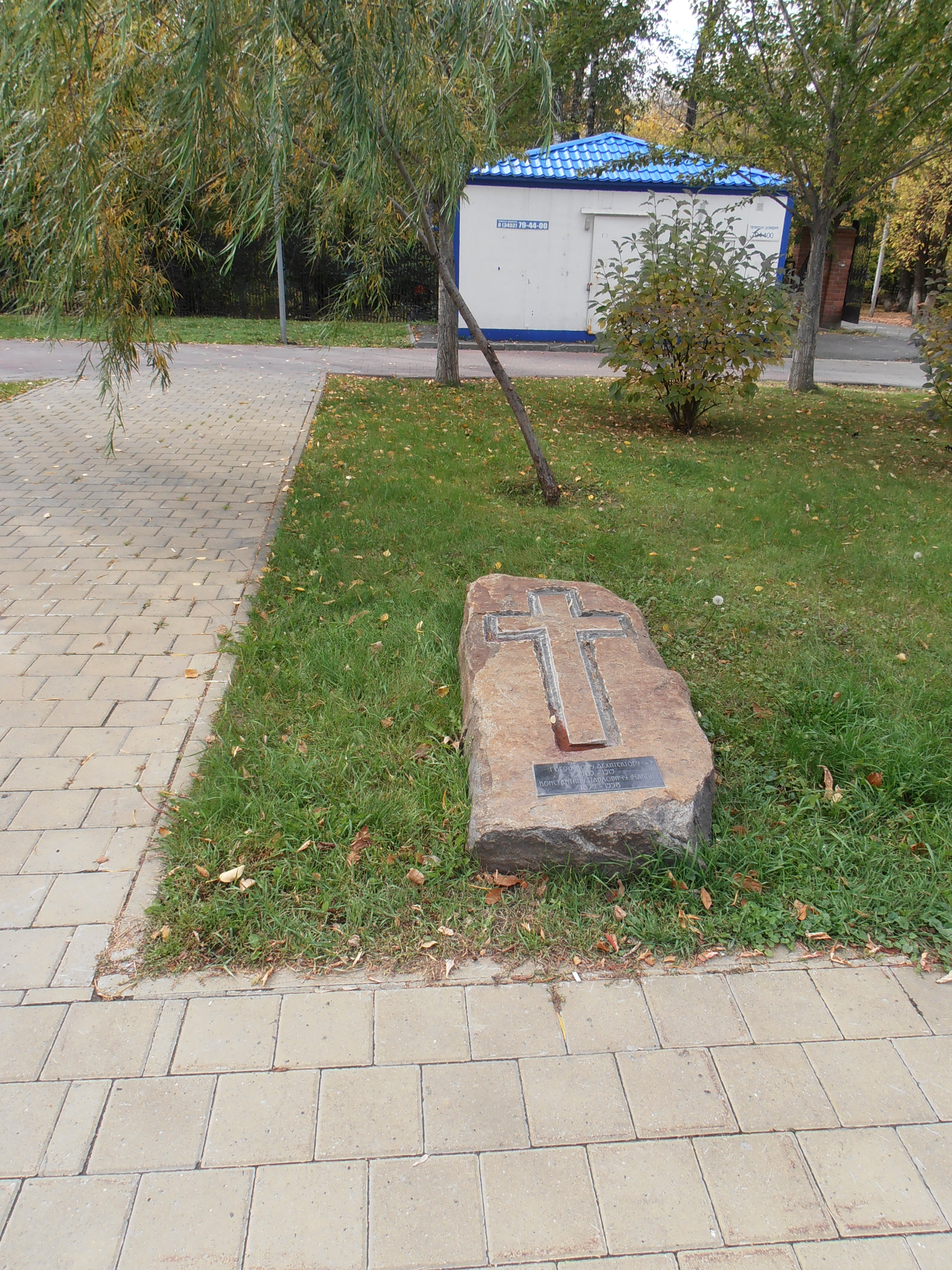
Мемориальный камень на месте могилы К. П. Чакина

## Известные захоронения
- Бурков, Василий Петрович (ум. 25 октября 1910[12]) — тюменский купец и меценат
- Воробейчиков, Пётр Константинович (ум. 1914) — тюменский купец[1]
- Вяткин, М. А. (ум. 1915) — тюменский купец[1]
- Гилёв, Пётр Иванович — тюменский купец[1]
- Голомидов, Василий — тюменский купец[13]
- Загриняев, Степан Фёдорович (1905—1943) — председатель Тюменского городского Совета депутатов трудящихся (1938—1943)
- Злобин, Вячеслав Александрович (1899—1961) — участник Октябрьского вооружённого восстания в Москве, первый командир тюменской Красной гвардии[14]
- Круткина, Александра Евгеньевна (1896—1958) — заслуженный врач РСФСР
- Куйбышев, Владимир Яковлевич (1860—1909) — подполковник, уездный воинский начальник Тюмени, отец Валериана Владимировича и Николая Владимировича Куйбышевых[15]
- Купенский, Григорий Иосифович (Герш Меерович) (1870—1957) — обладатель значка «Отличнику здравоохранения» (СССР) (1946)
- Лухт, Эдуард Мартынович (1893—1940) — военный и полярный лётчик, основатель Плехановского, Сургутского и Берёзовского аэропортов[16][17]
- Матягин, Пётр Иванович — купец, городской голова Тюмени (1885—1888)[1]
- Машаровы, Дмитрий Епифанович и Яков Дмитриевич — отец и брат тюменского купца Н. Д. Машарова[18]
- Патрушев М. П. — тюменский купец[1]
- Чакин, Константин Павлович (1875—1958) — главный архитектор Тюмени (1905—1919), автор нескольких памятников архитектуры[7]

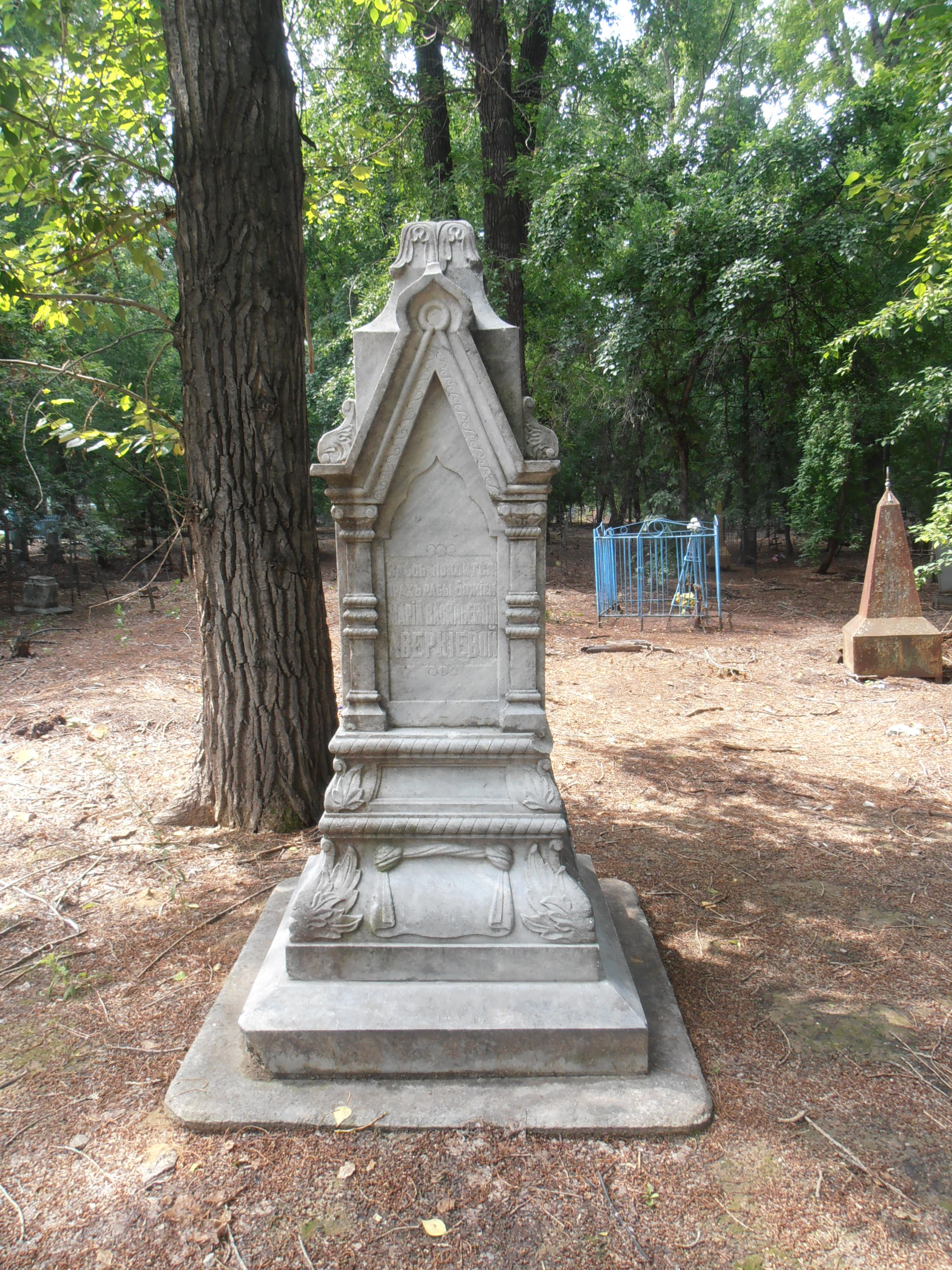
Аверкиева М. В.
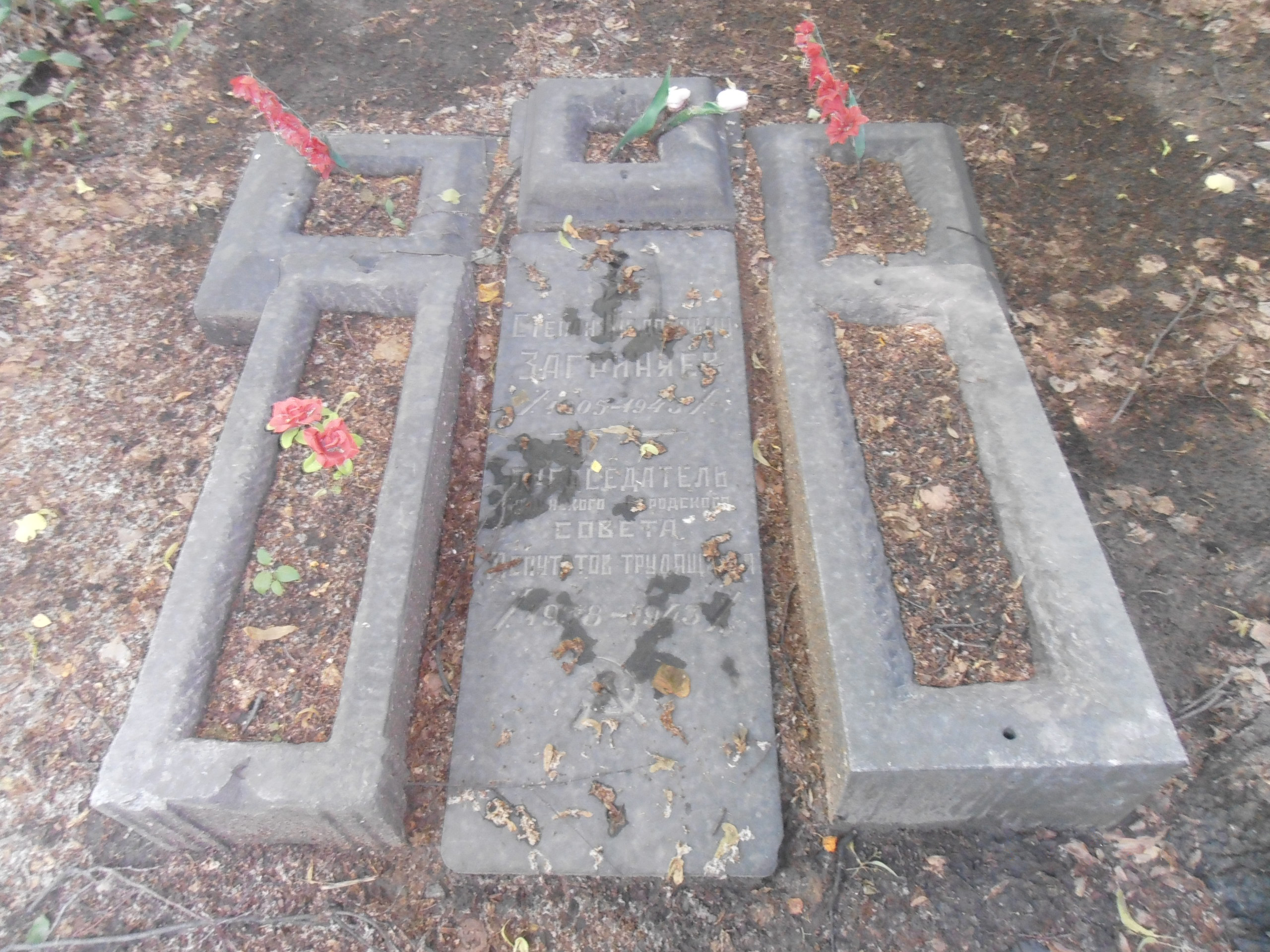
Загриняев С. Ф.
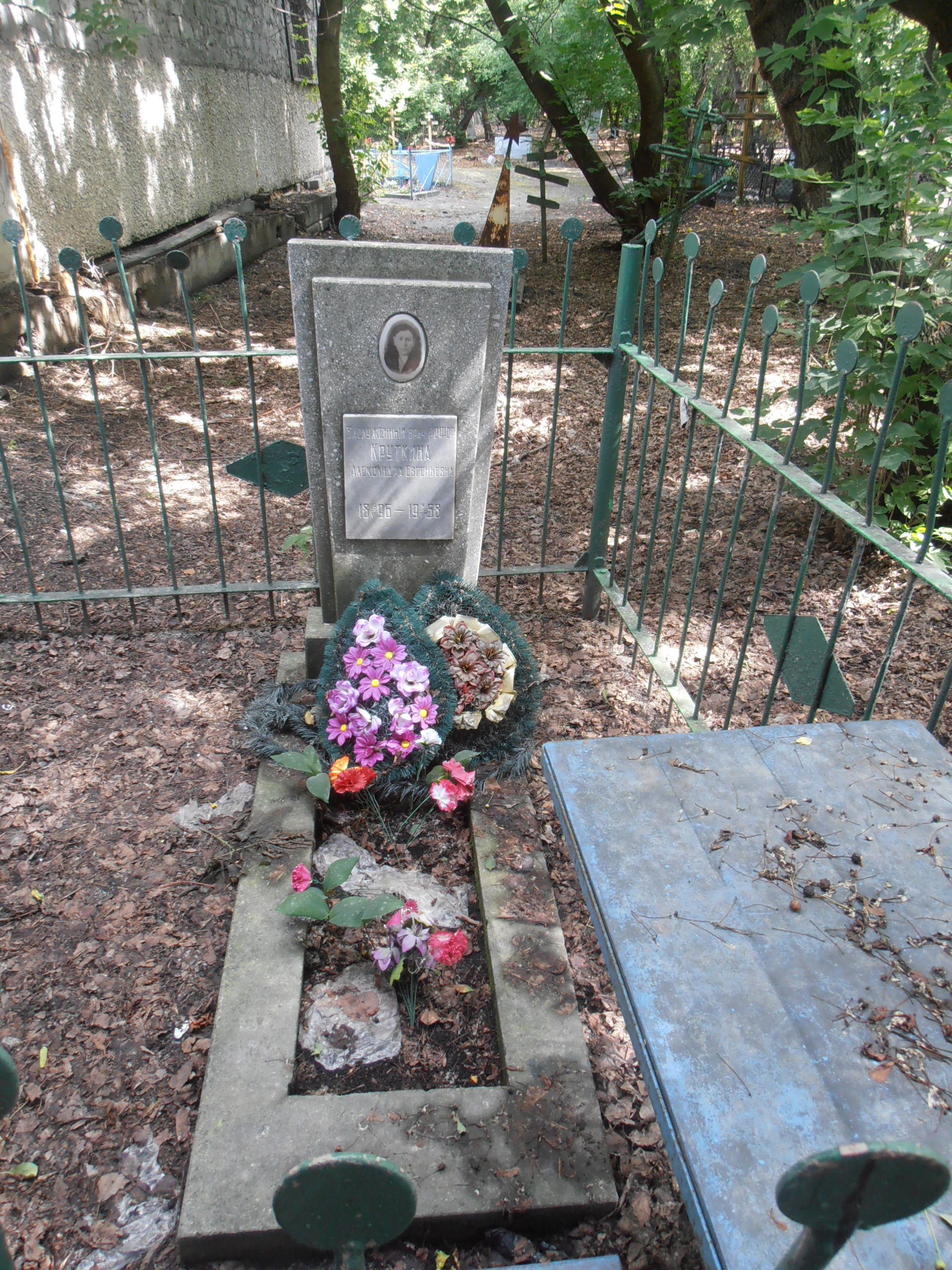
Круткина А. Е.
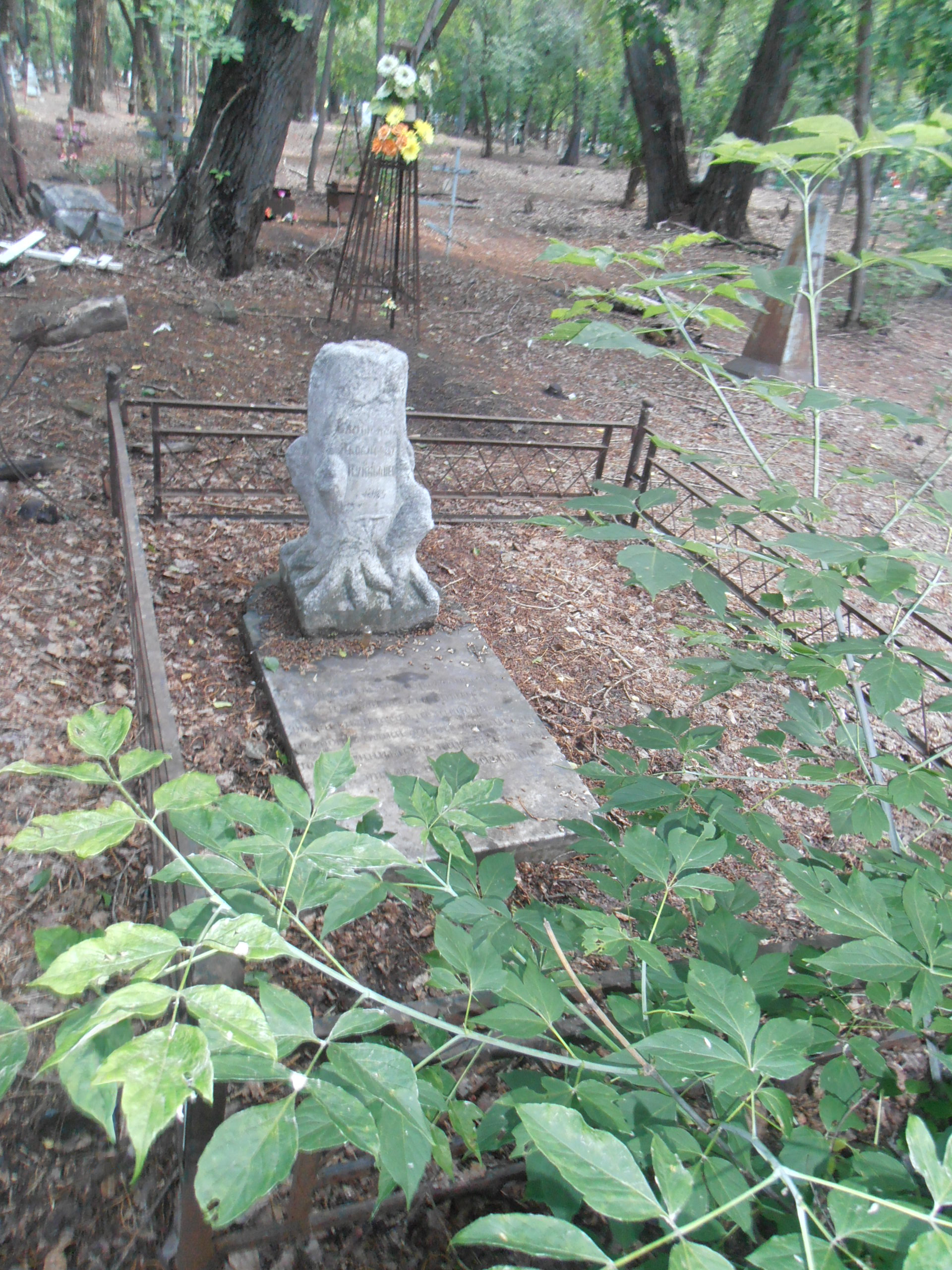
Куйбышев В. Я.
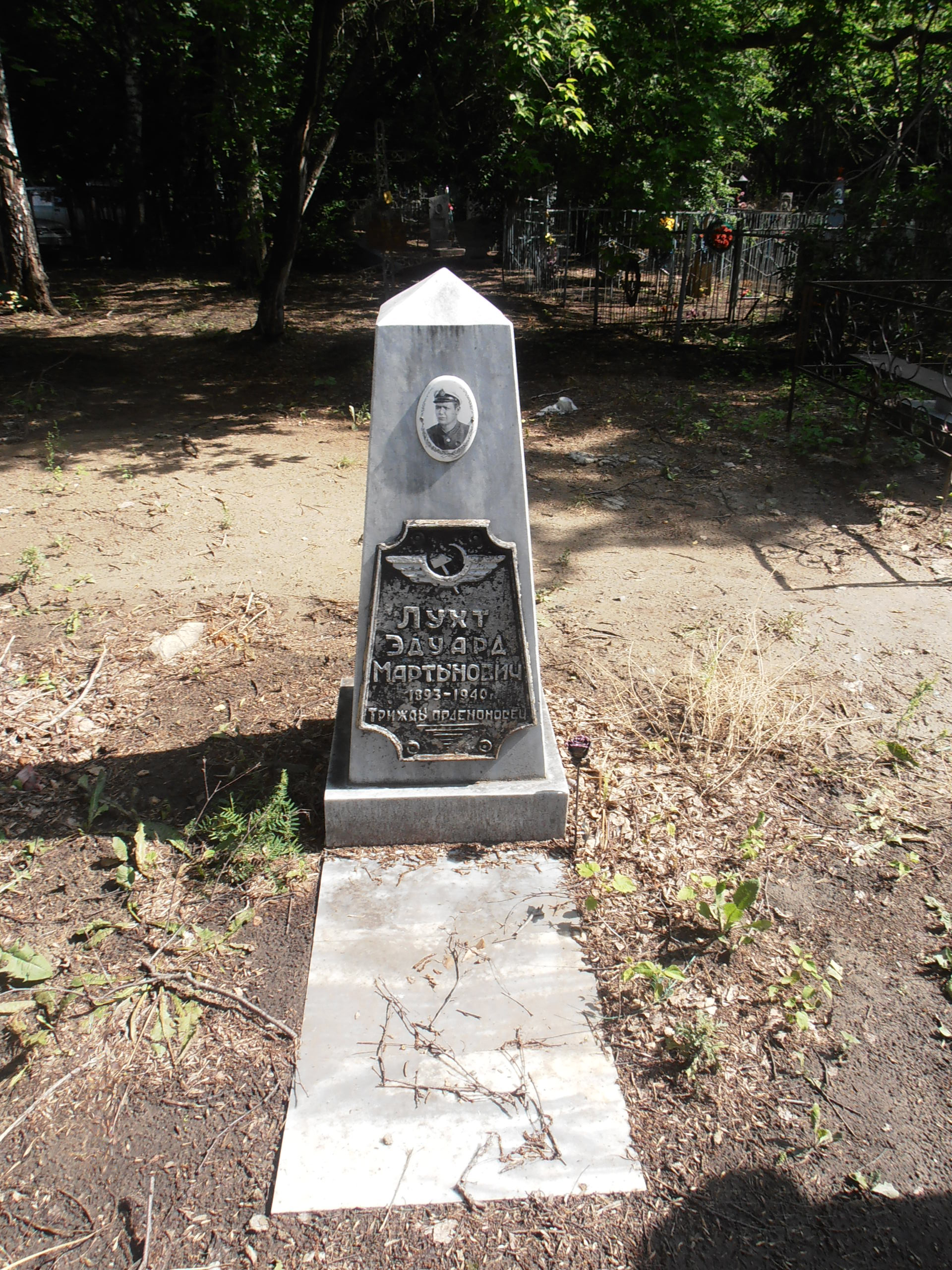
Лухт Э. М.
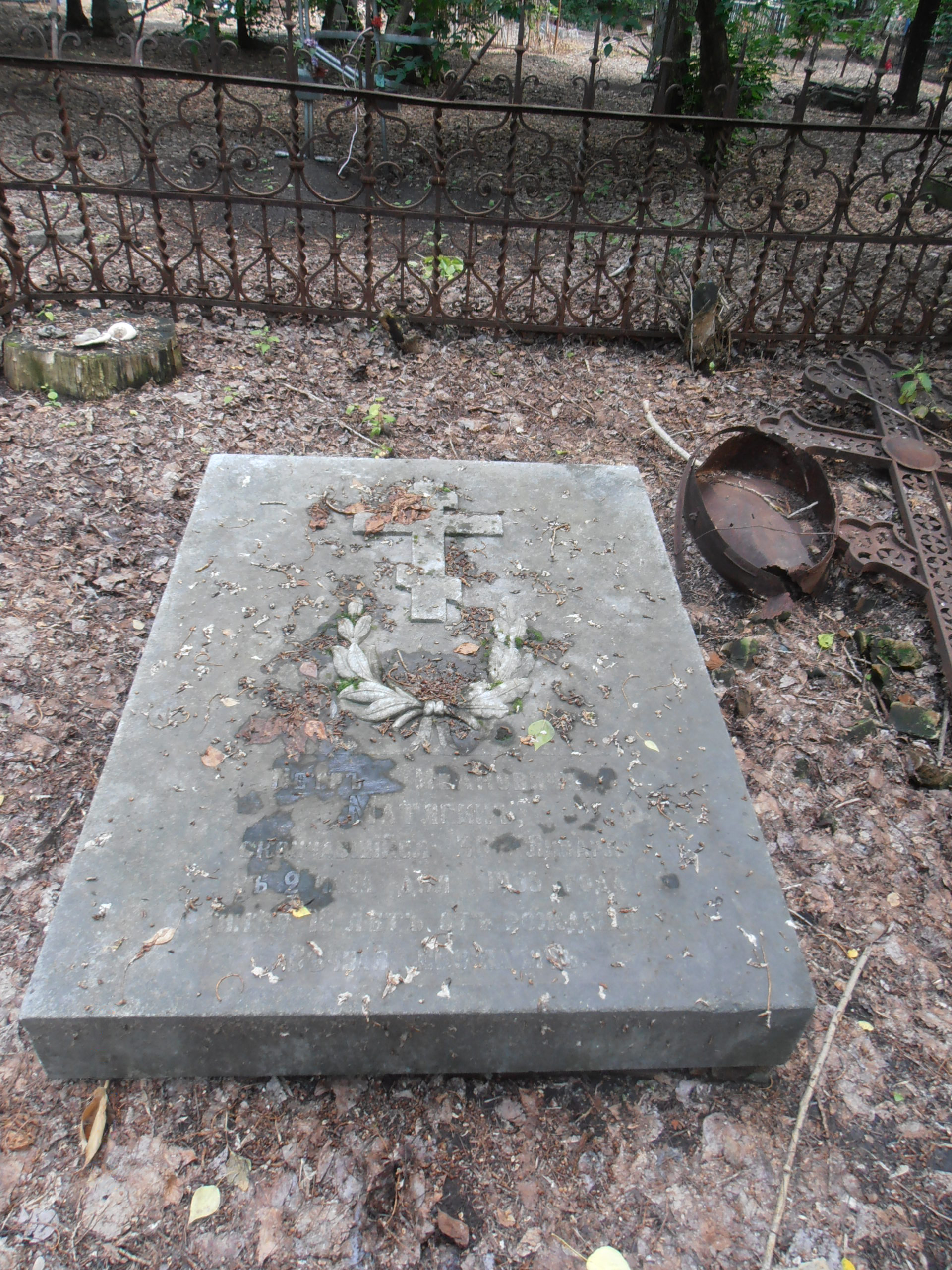
Матягин П. И.
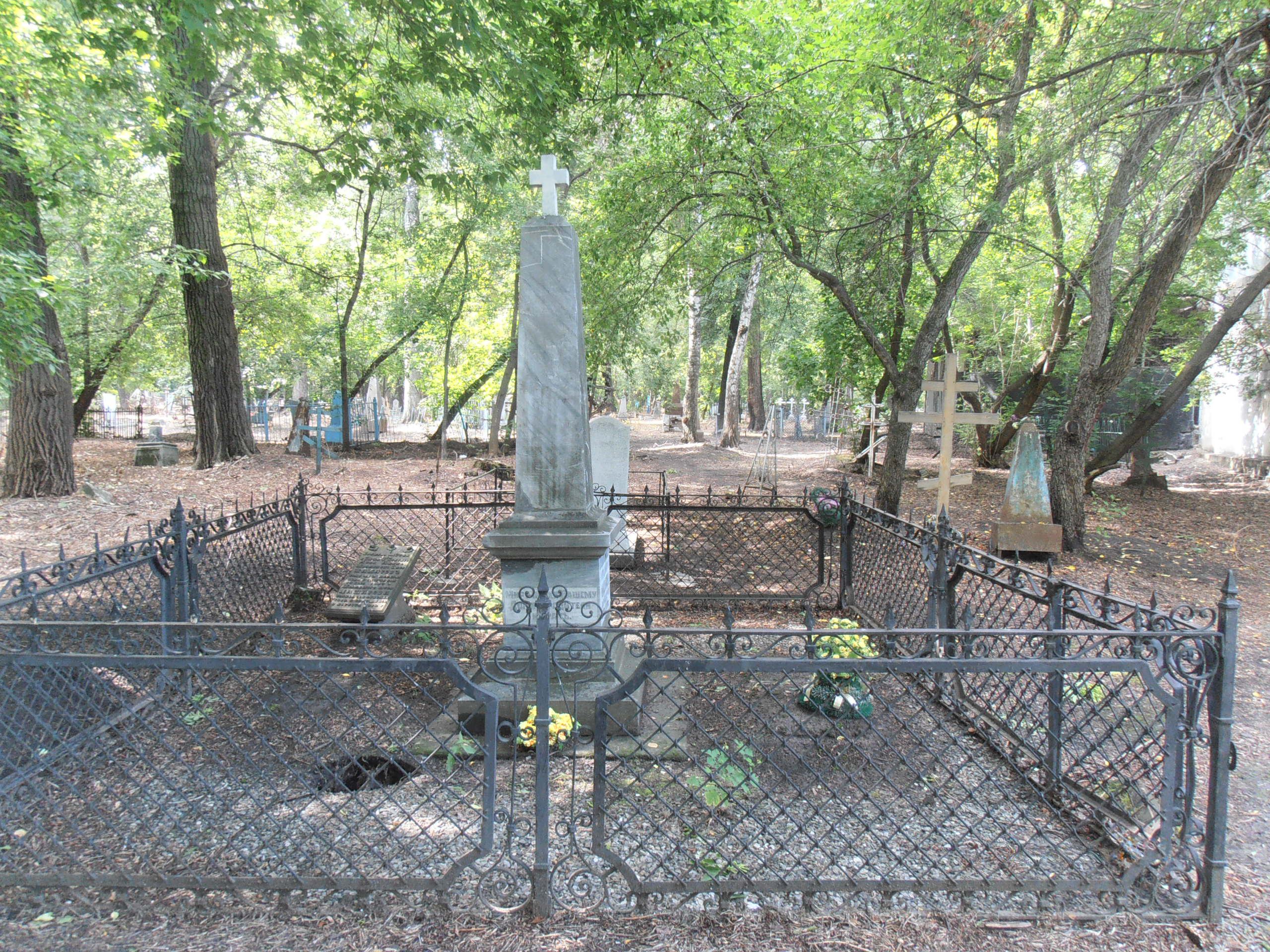
Машаровы Д. Е. и Я. Д.

## Отражение в культуре
Кладбище упоминается в повестях Владислава Крапивина «Тополиная рубашка» (1986) и «Пять скачков до горизонта» (2006). Имеется также небольшое стихотворение Давида Букаринова «Текутьевское кладбище» (2012) на Стихах.ру.